# Partido Laborista de Jamaica
El Partido Laborista de Jamaica (en inglés Jamaica Labour Party, abreviado JLP) es un partido político jamaicano que en el espectro político se sitúa en el centroderecha. Su líder es Andrew Holness.
Fue fundado el 8 de julio de 1943 por Alexander Bustamante, quien lideró la formación hasta su retirada en 1964. Es uno de los dos partidos que tradicionalmente se han repartido el poder desde la independencia de Jamaica en 1962, junto con el Partido Nacional del Pueblo, y ha gobernado el país caribeño durante los gobiernos de Bustamante (1962-1967), Donald Sangster (1967), Hugh Shearer (1967-1972), Edward Seaga (1980-1989), Bruce Golding (2007-2011) y Andrew Holness (2011-2012).
El ideario político del JLP se basa en el conservadurismo fiscal y la responsabilidad personal, igual que el Partido Republicano en los Estados Unidos. Sus símbolos son la Campana de la Libertad, la seña de la victoria y el color verde. A nivel internacional, está afiliado a la Unión Internacional Demócrata.

## Historia
El Partido Laborista de Jamaica (JLP) fue fundado el 8 de julio de 1943 como el ala política del Sindicato Industrial Bustamante, liderado por el activista Alexander Bustamante, para reclamar la descolonización de la isla. En las elecciones de 1944 obtuvo mayoría absoluta con 22 de los 32 escaños, en las primeras elecciones jamaicanas con sistema bicameral y sufragio universal. El JLP emprendió una serie de reformas para mejorar la economía nacional, sobre la base de un modelo liberal, y retuvo el poder hasta la victoria del Partido Nacional del Pueblo en 1955. Bustamante volvería a ganar en las elecciones de 1962, convirtiéndose en el primer ministro del país. Jamaica obtuvo su independencia del Reino Unido el 6 de agosto de 1962.
Bustamante se retiró de la política en 1967, aunque mantuvo la presidencia del JLP con carácter honorífico hasta 1974. En ese tiempo, la presidencia de facto era ocupada por el candidato a primer ministro: Donald Sangster (1967) y Hugh Shearer (1967-1974). Con la derrota en las elecciones de 1972, el JLP realizó un congreso extraordinario en 1974 y nombró presidente a Edward Seaga, quien fue el primer ministro jamaicano entre 1980 y 1989. A pesar de su derrota en las elecciones de 1989 frente a Michael Manley (PNP), Seaga siguió liderando el JLP hasta 2005, cuando fue reemplazado por Bruce Golding.

## Líderes
- Alexander Bustamante (1943-1974)

- Edward Seaga (1974-2005)

- Bruce Golding (2005-2011)

- Andrew Holness (2011-Act.)

## Resultados electorales
| Año  | Votos   | %     | Escaños | +/- | Posición | Gobierno            |
| ---- | ------- | ----- | ------- | --- | -------- | ------------------- |
| 1944 | 144.661 | 41,4  | 22/32   |     | 1º       | Gobierno en mayoría |
| 1949 | 199.538 | 42,7  | 17/32   | 5   | 1º       | Gobierno en mayoría |
| 1955 | 189.929 | 39,0  | 14/32   | 3   | 2º       | Oposición           |
| 1959 | 247.149 | 44,3  | 16/45   | 2   | 2º       | Oposición           |
| 1962 | 288.130 | 50,0  | 26/45   | 10  | 1º       | Gobierno en mayoría |
| 1967 | 224.180 | 50,7  | 33/53   | 7   | 1º       | Gobierno en mayoría |
| 1972 | 205.587 | 43,4  | 16/53   | 17  | 2º       | Oposición           |
| 1976 | 318.180 | 43,2  | 13/60   | 3   | 2º       | Oposición           |
| 1980 | 502.115 | 58,9  | 51/60   | 38  | 1º       | Gobierno en mayoría |
| 1983 | 23.363  | 89,67 | 60/60   | 9   | 1º       | Gobierno en mayoría |
| 1989 | 362.589 | 43,32 | 15/60   | 45  | 2º       | Oposición           |
| 1993 | 263.711 | 39,4  | 8/60    | 7   | 2º       | Oposición           |
| 1997 | 297.387 | 38,89 | 10/60   | 2   | 2º       | Oposición           |
| 2002 | 360.718 | 47,4  | 26/60   | 16  | 2º       | Oposición           |
| 2007 | 410.438 | 50,27 | 32/60   | 6   | 1º       | Gobierno en mayoría |
| 2011 | 405.920 | 46,61 | 21/63   | 11  | 2º       | Oposición           |
| 2016 | 437.178 | 50,10 | 32/63   | 11  | 1º       | Gobierno en mayoría |
| 2020 | 408.376 | 57,07 | 49/63   | 17  | 1º       | Gobierno en mayoría |